# Насаврки (Хрудим)
Насаврки (чеш. Nasavrky) град је у Чешкој Републици. Град се налази у управној јединици Пардубички крај, у оквиру којег припада округу Хрудим.

## Становништво
Према подацима о броју становника из 2014. године град је имао 1.658 становника.